# Braunbrustnonne
Die Braunbrustnonne (Lonchura castaneothorax, Syn.: Munia castaneothorax), auch Braunbrust-Schilffink genannt, ist eine Vogelart der Prachtfinken. Es werden mehrere Unterarten unterschieden.

## Beschreibung
Die Braunbrustnonne erreicht ausgewachsen eine Körperlänge zwischen 9 und 11 Zentimeter. Der Schnabel ist hellgrau. Die Gesichtsmaske ist schwarz, die schwarze Iris umgibt ein heller Augenring. Der Oberkopf bis zum Nacken ist hellgrau. Die Brust ist ebenso wie die Flügeloberdecken von hellbrauner bis rehbrauner Farbe. Die helle Körperunterseite ist durch ein dunkles Band von der Brust abgesetzt. Die Körperseiten sind weiß und dunkelgrau gesperbert. Die Weibchen ähneln den Männchen, sie sind lediglich etwas matter gefärbt.
Jungvögel sind auf der Körperoberseite dunkelbraun. Die Schwingen und die Schwanzfedern sind graubraun mit helleren bräunlichen Säumen. Die Kopfseiten sind braun mit weißlichen Schaftstrichen. Die Körperunterseite ist isabellweißlich, wobei die Vorderbrust und die Körperseiten etwas ins rostbraun übergehen.
Der Gesang der Braunbrustnonne ist knarrend und zwitschernd.

## Verbreitung und Lebensraum

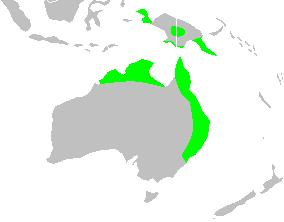
Verbreitungskarte

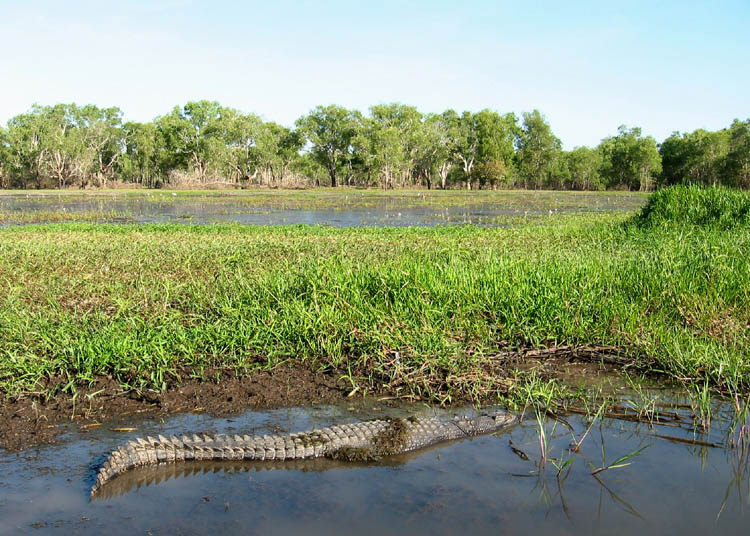
Feuchtgebiet im Kakadu-Nationalpark, einem der typischen Lebensräume der Braunbrustnonne

Das Verbreitungsgebiet der Braunbrustnonne reicht von Neuguinea bis zum Nordwesten und Osten Australiens. Dort reicht das Verbreitungsgebiet bis in die Region bis nach Sydney. Auf Neukaledonien und den Neuen Hebriden ist diese Art eingebürgert. Der Lebensraum der Braunbrustnonne sind im Nordwesten und in Nordaustralien die feuchten Niederungen in der Nähe von Flüssen und Lagunen. Sie besiedelt außerdem ausgedehnte Sumpfgebiete, die mit Oryza sativa, einer wilden Reisart, bewachsen sind. Charakteristisch für die Braunbrustnonne sind jahreszeitliche Wanderungen. Mit dem Einsetzen der Regenzeit im Zeitraum Oktober bis November zieht sie landeinwärts und wandert mit einsetzender Trockenzeit wieder in die Küstennähe zurück. Die Braunbrustnonne profitiert von der zunehmenden künstlichen Bewässerung und hat sich zu einem ausgesprochenen Kulturfolger entwickelt.
In Queensland hat sich das dort aus Asien eingeführte Muskatbronzemännchen zu einem starken Konkurrenten dieser Art entwickelt und teilweise die Braunbrustnonne bereits verdrängt.

## Nahrung
Die Nahrung der Braunbrustnonne besteht in weiten Teilen seines Verbreitungsgebietes aus dem Samen von Wildreis. Zunehmend spielen aber Gerste, Reis und die Samen anderer, als Viehfutter angebauter Kulturpflanzen wie Sudangras (Sorghum vulgare) und Elefantengras eine Rolle. In Queensland hat sie sich zu einem Charaktervogel der Zuckerrohrfelder entwickelt und im Norden von New South Wales wird sie häufig in Gerstenfeldern beobachtet. Tritt sie in großen Scharen auf, kann sie ein ausgesprochener Agrarschädling sein. Sie verzehrt halbreife Reis- und Gerstenkörner und kann großen Schaden vor allem durch das Abknicken von Halmen anrichten.
Während der Regenzeit frisst die Braunbrustnonne außerdem Insekten. Vor allem fliegende Termiten spielen dabei eine große Rolle. Die Braunbrustnonne sucht zum Fressen nur selten den Boden auf, sondern landet nach Möglichkeit auf Gras- und Getreidehalmen kurz unterhalb der Ähre und klaubt dann mit gestrecktem Hals die Samen aus der Fruchtähre.

## Fortpflanzung
Außerhalb der Brutzeit tritt die Braunbrustnonne in besonders großen Scharen auf, die eng zusammenhalten. Im Nordwesten und im Norden Australiens ist sie dabei sehr häufig mit der Gilbnonne vergesellschaftet. Braunbrustnonnen sind jedoch während des gesamten Jahres eine gesellige Art und brüten häufig gemeinsam mit anderen Paaren in einem Gras- oder Schilfbestand, wobei der Abstand zwischen den einzelnen Nestern gelegentlich nur einen halben Meter beträgt. Nach der Brutzeit bilden die Jungvögel eigene Schwärme.
Die Brutzeit fällt in weiten Teilen des Verbreitungsgebietes in die zweite Hälfte der Regenzeit. In Regionen mit ausgedehnten, künstlich bewässerten Agrarflächen kann sich wegen des länger bestehenden Angebots an halbreifen Samen die Fortpflanzungszeit bis weit in die Trockenzeit ausdehnen. In der Region Sydney finden sich ganzjährig mit Ausnahme der Monate Juni und Juli Nester.
Braunbrustnonnen sind Freibrüter, die ihr Nest im hohen Gras oder Schilf zwischen senkrechten Ständeln bauen. Als Nistmaterial verwenden sie Gräser, Pflanzenwolle und Pflanzenfasern. Gelegentlich verwenden sie bis zu 79 Zentimeter lange Grasblätter, die in der Nestwand eingebaut sind. Einige dieser Halme laufen rund um das Nest. Es werden zwischen zweihundert und dreihundert solcher Grashalme verbaut. Das Weibchen legt vier bis sechs Eier. Die Brutdauer beträgt etwa 13 Tage.

## Systematik
Die Gattungszuordnung innerhalb der Familie der Prachtfinken ist noch strittig. Einige Autoren ordnen diese Art der Prachtfinkengattung Nonnen zu, andere sehen sie aufgrund der Rachenmuster bei den Jungvögeln bei den Bronzemännchen (als Lonchura castaneothorax) richtig eingeordnet.

## Haltung
Braunbrustnonnen gehören zu den schon sehr lange in Europa gehaltenen Ziervögeln. Die ersten Exemplare wurden 1860 im Londoner Zoo gezeigt. Bereits gegen Ende der 1870er Jahre zählten sie zu den häufigsten nach Deutschland eingeführten Vögeln und wurden bis zur australischen Ausfuhrsperre zu Beginn des Jahres 1960 regelmäßig und in großer Stückzahl importiert. Die in Europa gehaltenen Bestände sind mittlerweile relativ klein, obwohl die Art als einfach zu züchten gilt.

## Belege

### Einzelbelege
1. ↑  Nicolai et al., S. 231.
2. 1 2 3  Nicolai et al., S. 232.
3. 1 2  Nicolai et al., S. 234.